# Gattendorf, Bayern
Gattendorf är en kommun i Landkreis Hof i Regierungsbezirk Oberfranken i förbundslandet Bayern i Tyskland.
Kommunen ingår i kommunalförbundet Feilitzsch tillsammans med kommunerna Feilitzsch, Töpen och Trogen.